# ستبرتنه‌ریختان
ستبرتنه‌ریختان (نام علمی: Pachycormiformes) نام یک راسته از رده پرتوبالگان است.